# Liste der denkmalgeschützten Objekte in Niklasdorf
Die Liste der denkmalgeschützten Objekte in Niklasdorf enthält die denkmalgeschützten, unbeweglichen Objekte der österreichischen Gemeinde Niklasdorf im steirischen Bezirk Leoben.

## Denkmäler
| Foto  |                 | Denkmal                                                                            | Standort                               | Beschreibung | Metadaten |
| ----- | --------------- | ---------------------------------------------------------------------------------- | -------------------------------------- | --- | --- |
| ja    | Datei hochladen | Rathaus/Gemeindeamt HERIS-ID: 74225 Objekt-ID: 87625                               | Hauptplatz 1 Standort KG: Niklasdorf   | Das Amtshaus mit Post wurde 1928/29 nach Plänen von E. F. L. Herzog erbaut, der Uhrturm und der Eckerker sind ein romantisches Element in einer sonst sachlichen Architektur. | BDA-Hist.: Q38134330 Status: § 2a Stand der BDA-Liste: 2025-06-30 Name: Rathaus/Gemeindeamt GstNr.: .18/1                             |
| ja BW | Datei hochladen | Alte Pfarrkirche HERIS-ID: 37333 Objekt-ID: 36447                                  | Hauptplatz 7 Standort KG: Niklasdorf   | Die alte Pfarrkirche wurde 1148 erstmals urkundlich erwähnt, durch die Türken im Jahre 1480 in Brand gesteckt und darauffolgend bis 1499 durch Meister Hans Dietmayr wiederhergestellt. Seit 1971 ist die Kirche exsekriert. Das dreijochige Langhaus trägt ein Netzrippengewölbe auf kräftigen Halbrunddiensten und ist durch einen rundbogigen eingezogenen Fronbogen vom schmäleren Chor getrennt, der einjochig mit 5/8-Schluss durch ein weitgespanntes Kreuzrippengewölbe gedeckt, das konsolenlos in der Wand endet. Die Sakristei befindet sich südlich des Langhauses und hat ein Kreuzgratgewölbe und eine schmiedeeiserne Tür. Die Tür des Westportals hat gotische Beschläge. Der in die Fassade eingestellte Westturm ist barock und trägt Zwiebel und Laterne. Der Hochaltar im barocken Stil von Bildhauer Michael Rosenberger stammt aus dem Jahre 1852, die neugotischen Seitenaltäre von Josef Veiter aus dem Jahre 1878, die barocke Kanzel aus der 1. Hälfte des 18. Jahrhunderts. Von der 1925 durch Konrad Hopferwieser gebauten Orgel wurden Teile in die neue Pfarrkirche übertragen. | BDA-Hist.: Q37975006 Status: § 2a Stand der BDA-Liste: 2025-06-30 Name: Alte Pfarrkirche GstNr.: .17 Alte Pfarrkirche Niklasdorf      |
| ja    | Datei hochladen | Volksschule – Lehrerwohngebäude und Turnsaaltrakt HERIS-ID: 75467 Objekt-ID: 88958 | Schulstraße 10 Standort KG: Niklasdorf | | BDA-Hist.: Q38139192 Status: § 2a Stand der BDA-Liste: 2025-06-30 Name: Volksschule – Lehrerwohngebäude und Turnsaaltrakt GstNr.: .66 |